# Guyanamyggsnappare
Guyanamyggsnappare (Polioptila guianensis) är en fågel i familjen myggsnappare inom ordningen tättingar.

## Utbredning och systematik
Guyanamyggsnapparen förekommer i norra Sydamerika i Guyana, Surinam och Franska Guyana. Taxonomin kring arten är omtvistad. Tidigare behandlades arterna amazon-, rionegro- och den nyligen beskrivna inambarimyggsnapparen som underarter till guianensis och vissa gör det fortfarande. Vissa behandlar även iquitosmyggsnapparen som en underart.

## Status
IUCN kategoriserar arten som livskraftig, men inkluderar amazon-, rionegro-, inambari- och iquitosmyggsnapparna i bedömningen.